# Escales sur l'horizon
Escales sur l'horizon est une anthologie de nouvelles de science-fiction réunies par Serge Lehman et publiée en 1998. Les seize récits écrits par des écrivains de langue française couvrent plusieurs genres, allant du court space-opera à la hard science-fiction en passant par le cyberpunk. 

## Publication
- Escales sur l'horizon  a été publié en France en 1998 aux éditions Fleuve noir.

## Distinctions et récompenses
- L'Amour au temps du silicium a obtenu le prix de la meilleure nouvelle 1999 du Grand prix de l'Imaginaire et le prix de la meilleure nouvelle 1999 du prix Rosny aîné .
- Scorpion dans le cercle du temps a obtenu le prix Boréal de la meilleure nouvelle 1999.

## Liste des nouvelles
Introduction : Les enfants de Jules Verne, par Serge Lehman
- Sylvie Denis : Avant Champollion
- Thierry Di Rollo : Hippo !
- Francis Valéry : Des signes dans le ciel
- Laurent Genefort : Proche-Horizon
- Jean-Jacques Girardot : Voyageurs
- Roland C. Wagner : Musique de l'énergie
- André-François Ruaud : L'Affaire des crimes météorologiques
- Jean-Jacques Nguyen : L'Amour au temps du silicium
- Joëlle Wintrebert : La Fiancée du roi
- Guillaume Thiberge : Le Hib
- Ayerdhal : Scintillements
- Jean-Louis Trudel : Scorpion dans le cercle du temps
- Yves Meynard : Le Vol du bourdon
- Richard Canal : Dernier embarquement pour Cythère
- Jean-Claude Dunyach : Nos traces dans la neige
- Thomas Day : L'Erreur

Dictionnaire des auteurs
Petit vade-mecum à l'usage des curieux

## Autres anthologies similaires
Cette première anthologie a été suivie de :
- Escales 2000 (ou Escales 2, 625 pages, 12 nouvelles réunies par Jean-Claude Dunyach)
- Escales 2001 (Escales 3, 672 pages, 19 nouvelles réunies par Sylvie Denis)
- La quatrième anthologie, Escales 4 (14 nouvelles réunies par André-François Ruaud), qui devait sortir en 2002, n'est pas parue en raison d'une décision de la nouvelle direction de l'éditeur Fleuve Noir.